# Sharptown

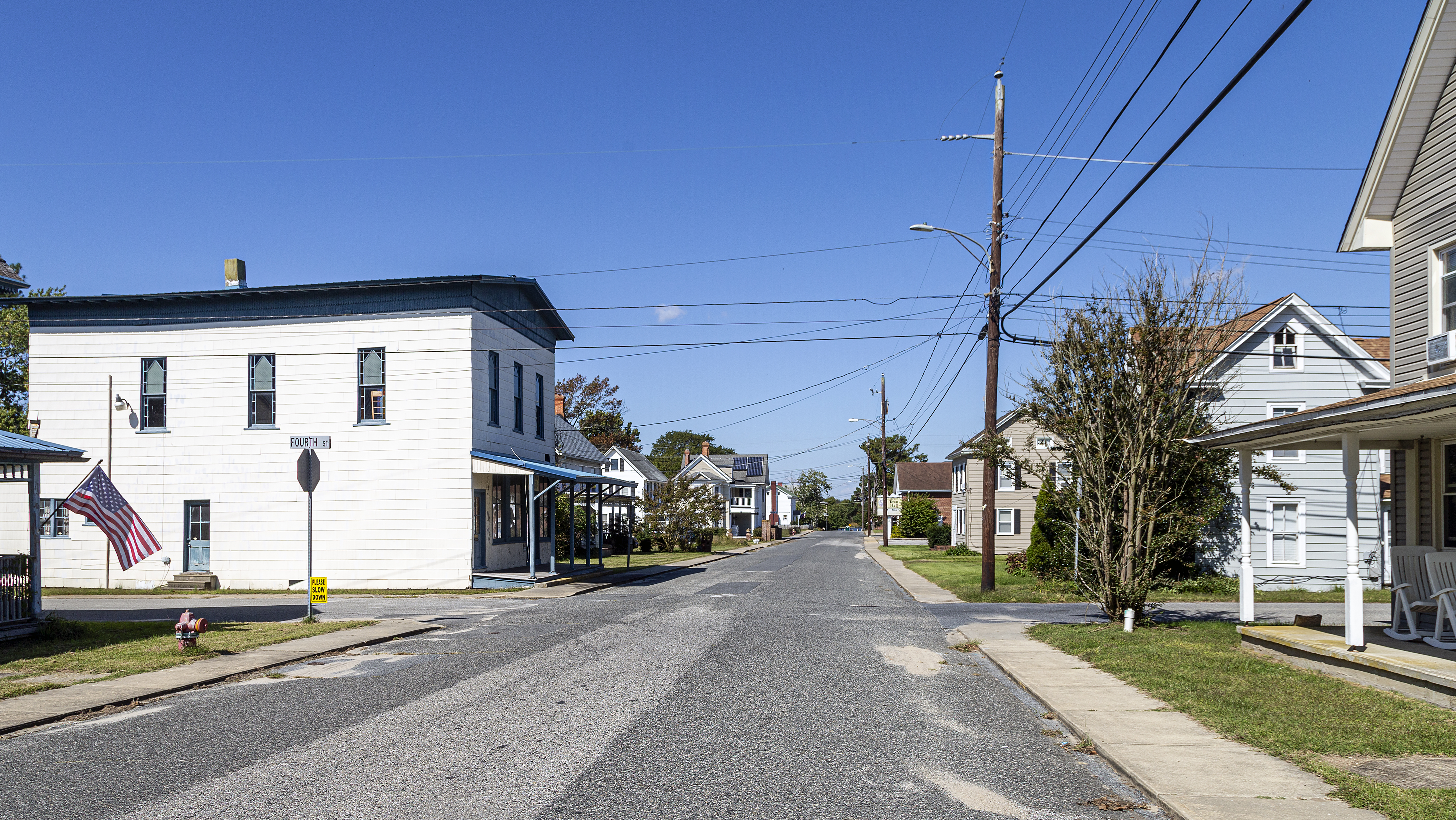
Centro de Sharptown em 2020

Sharptown é uma cidade  localizada no estado americano de Maryland, no Condado de Wicomico.

## Demografia
Segundo o censo americano de 2000, a sua população era de 649 habitantes.
Em 2006, foi estimada uma população de 620, um decréscimo de 29 (-4.5%).

## Geografia
De acordo com o United States Census Bureau tem uma área de
1,2 km², dos quais 1,1 km² cobertos por terra e 0,1 km² cobertos por água. Sharptown localiza-se a aproximadamente 9 m acima do nível do mar.

## Localidades na vizinhança
O diagrama seguinte representa as localidades num raio de 12 km ao redor de Sharptown.